# Accident d'un Iliouchine Il-76 iranien en 2003
 (mars 2019).
L'accident d'un Iliouchine Il-76 iranien s'est produit le 19 février 2003 lorsqu'un Iliouchine Il-76MD, affrété par les Corps des Gardiens de la révolution islamique, s'est écrasé dans une zone montagneuse lors de l'approche, à 35 km au sud-est de Kerman, en Iran. Le crash a provoqué la mort des 275 occupants de l'avion.

## Circonstances de l'accident

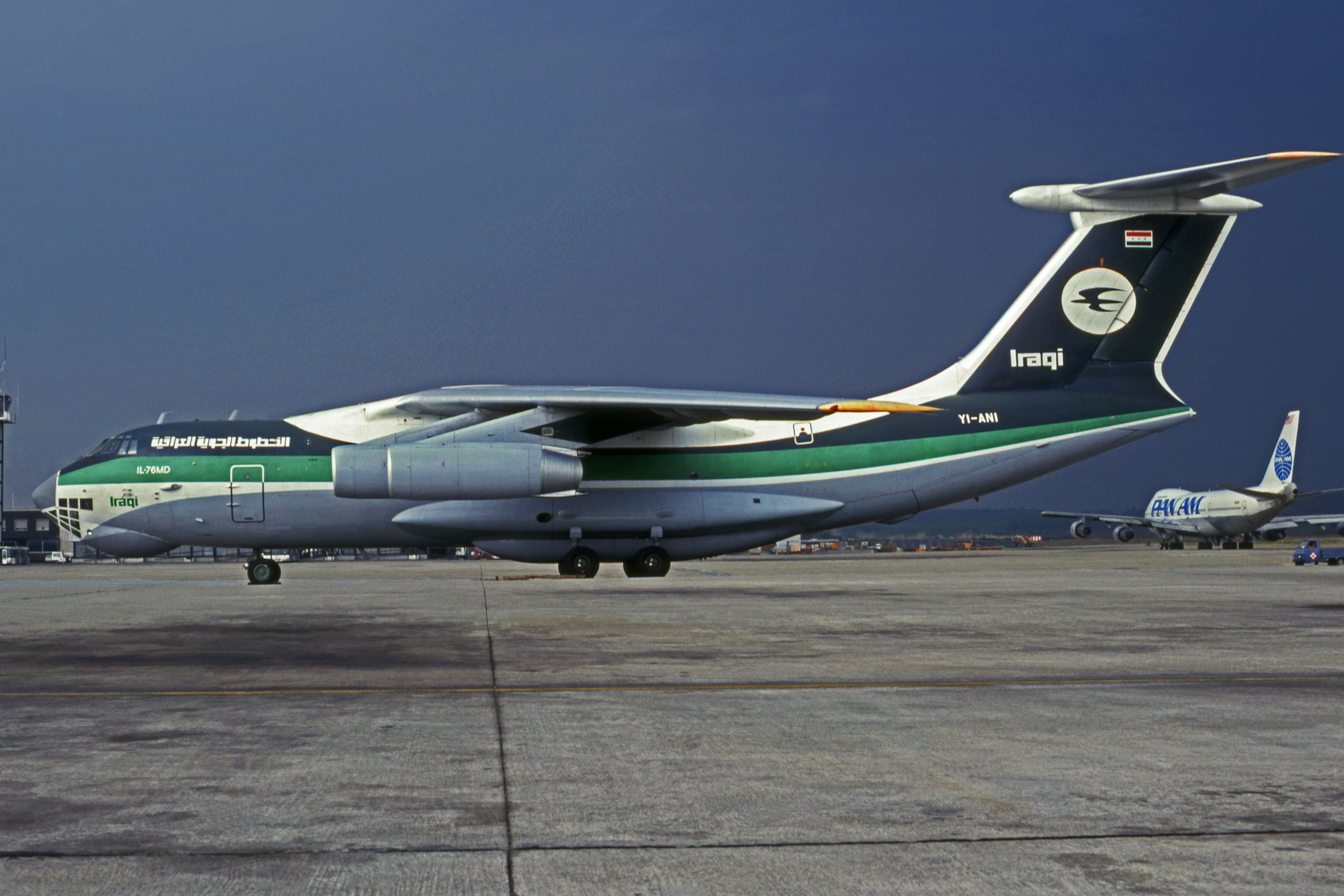
L'IL-76 impliqué dans l'accident, alors qu'il était encore en service chez Iraqi Airways, avec son ancienne immatriculation (YI-ANI).

L'Il-76 effectuait un vol reliant l'aéroport international de Zahedan à l'aéroport international de Kerman, avec à son bord des membres du Corps des Gardiens de la révolution islamique pour une mission non précisée. L'équipage a perdu le contact avec le contrôle aérien à 17h30, après avoir survolé les mauvaises conditions météorologiques présentes dans la région.
L'appareil s'est écrasé dans les montagnes Sirch, au sud-est de Kerman, à environ 800 km au sud-est de Téhéran.

## Bilan
- Survivants : aucun.
- Morts : 275 (257 passagers et 18 membres d'équipage).
- L'avion est entièrement détruit.

## Enquête
Immédiatement après l'accident, des membres des Gardiens de la révolution et du Croissant-Rouge ont été dépêchés sur les lieux de l'accident. Deux hélicoptères, qui tentaient de se rendre sur les lieux, ont dû faire demi-tour en raison du mauvais temps. Un cordon de sécurité a également été établi autour de la zone du crash, limitant l'accès aux journalistes et au public.
L'enquête a conclu à un impact sans perte de contrôle (CFIT), en raison de la détérioration des conditions météorologiques, des vents violents et du brouillard. Cependant, un groupuscule terroriste, les brigades Abu-Bakr, ont revendiqué la responsabilité de l'accident.